# Нишиношима
Нишиношима (јап. 西之島 - западно острво) је вулканско острво у Тихом океану недалеко од обала Јапана. Заузима површину од око 2,5 км² и највиша тачка налази се на 110 метара изнад мора. Административно припада префектури Токио, а географски је део архипелага Огисавара.
Острво се значајно проширило од 1970-их година, а наричито након ерупција од 2013. године територија се и даље повећава. Пре 1973. године острво је било мало, а подводни вулкан испод њега био је неактиван дуже од 10.000 година.